# خارج قسمة رايلي
لتكن {\displaystyle A} مصفوفة هرميتية  و {\displaystyle x} متّجهة غير منعدمة,   خارج قسمة رايلي أو حاصل رايلي هوالكمية القياسية المعرّفة كالتالي
{\displaystyle R(A,x)={\frac {x^{*}Ax}{x^{*}x}}}
حيث  {\displaystyle x^{*}} هو مرافق منقولة {\displaystyle x}.